# 힐송 교회

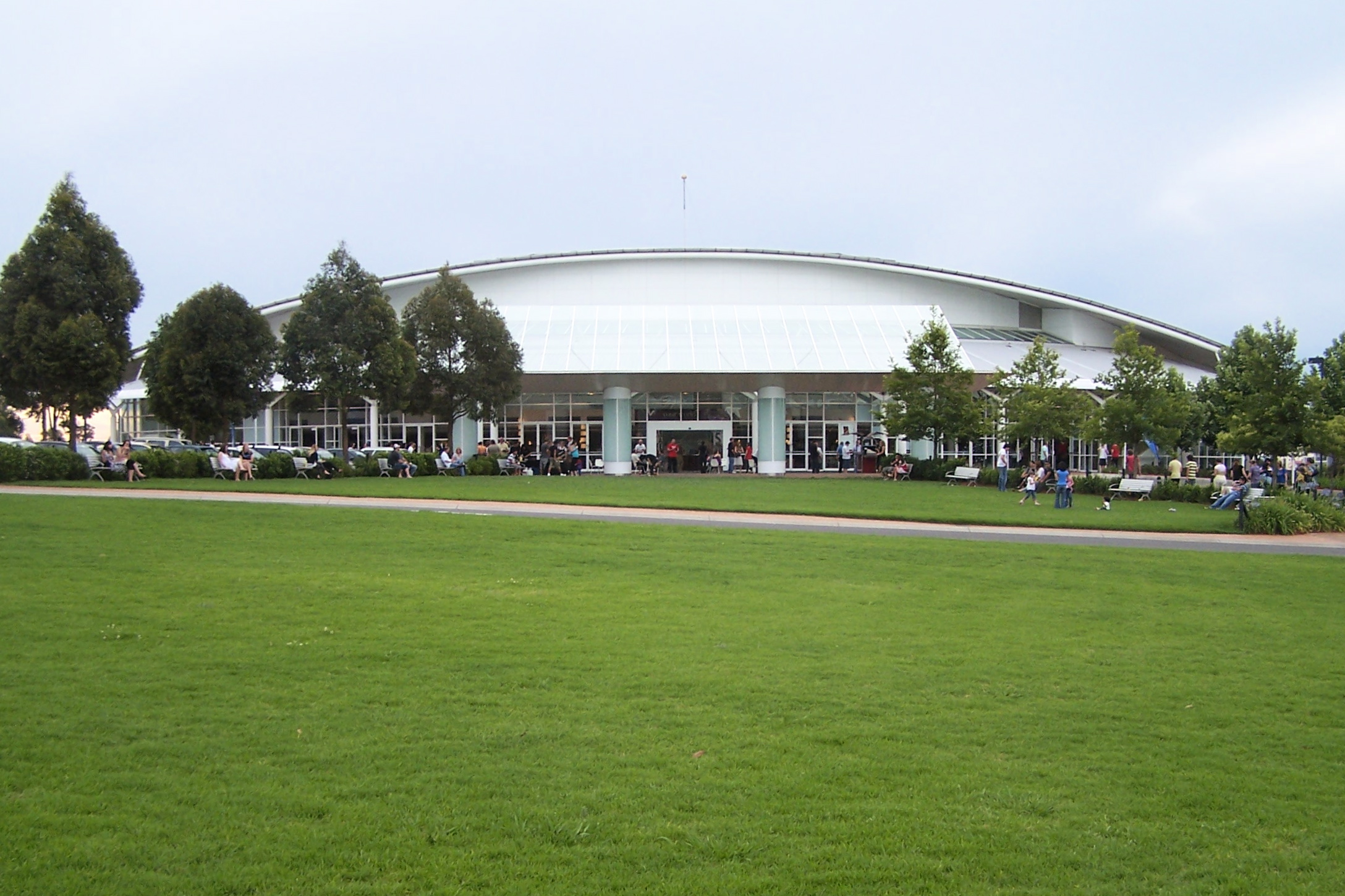

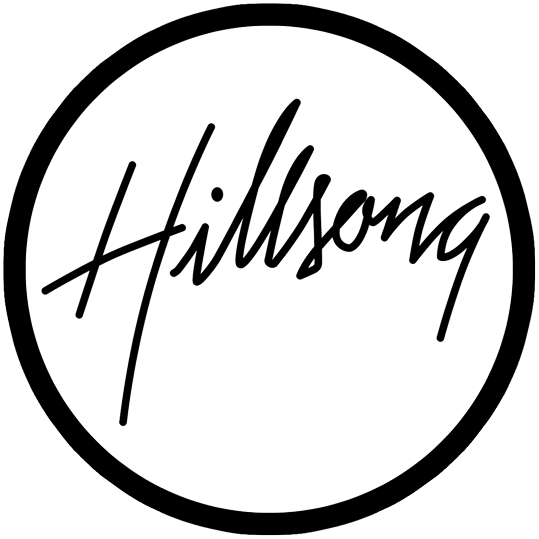
Hillsong logo.

힐송 교회(영어: Hillsong Church)는 오스트레일리아를 거점으로 하는 오순절교회로 오스트레일리아 하나님의 성회와 연계되어 있다. 본부는 시드니에 있으며 런던, 키이우, 케이프타운, 프리토리아, 스톡홀름, 뉴욕, 파리, 리옹, 콘스탄츠, 뒤셀도르프, 암스테르담, 바르셀로나, 코펜하겐, 모스크바, 로스앤젤레스에 국제 지부가 있다.
1983년 브라이언 휴스턴(Brian Houston) 목사, 바비 휴스턴(Bobbie Houston) 목사에 의해 설립되었으며 하나님의 성회의 흐름을 이어받고 있다. 2002년 존 하워드 총리에 의해 3,500석 규모의 예배당이 개설되었다.
물질적 풍부를 하나님의 뜻으로 간주하는 번영신학의 대표적인 교회로 많은 복음주의자들에 의해서 비판을 받고있다.
최근 호주에 있는 힐송 교회가 자체 독립교단을 창설하기 위해 기존에 가입했던 호주기독교교회(ACC)를 탈퇴하기로 했다고 밝혔다. 이서신에서 브라이언 휴스턴 목사는 힐송교회가 전 세계적인 교회를 지향하고 호주 교회에만 국한되지 않는다고 말했다.

## 논란
힐송은 정치인, 언론, 지역 사회 단체, 기독교 지도자 및 타냐 레빈(Tanya Levin)과 같은 전 회원으로부터 비판을 받았다. 비판에는 힐송의 재정, 논쟁의 여지가 있는 조직과의 관계, LGBTQ+에 대한 태도, 비평가에 대한 대우, 브라이언 휴스턴과 다른 저명한 교회 지도자들이 관련된 스캔들이 포함되었다.

## 같이 보기
- 번영신학